# Lisunie
Lisunie [liˈsuɲe] (en alemán: Lissuhnen) es un asentamiento ubicado en el distrito administrativo de Gmina Mikołajki, dentro del Condado de Señorągowo, Voivodato de Varmia y Masuria, en Polonia del norte. Se encuentra aproximadamente a 5 kilómetros al suroeste de Mikołajki, a 17 kilómetros al sureste de Mrągowo, y a 67 kilómetros al este de la capital regional Olsztyn.
Antes de, 1945 el área era parte de Alemania (Prusia Oriental).